# Charley Toorop
Charley Toorop, właściwie: Annie Caroline Pontifex Fernhout-Toorop (ur. 24 marca 1891 w Katwijk, zm. 5 listopada 1955 w Bergen) – holenderska malarka i litografka.

## Życiorys
Charley Toorop była córką malarza Jana Tooropa i Annie Hall. W maju 1912 wyszła za filozofa Henka Fernhouta. W 1917 rozwiodła się. Jej pierwszy syn, Edgar Fernhout (1912–1974) został malarzem a drugi, John Fernhout (1913–1987) – filmowcem, współpracującym często z Jorisem Ivensem. Jako filmowiec Charley Toorop czasem używała pseudonimu John Ferno. Jej synową została fotografka węgierskiego pochodzenia Eva Besnyö (1910–2003), która w 1933 wyszła za Johna.
W 1916 Charley Toorop została członkinią ugrupowania artystycznego Het Signaal (Sygnal). Celem grupy było przedstawianie głębokiego odczucia rzeczywistości poprzez użycie kolorów, ich wyrazistego skontrastowania oraz mocno zaznaczonych linii. Był to jeden z powodów, dla których Toorop stała się zwolenniczką szkoły z Bergen (hol. Bergense School). Toorop była zaprzyjaźniona z innymi artystami jak Bart van der Leck i Piet Mondrian.
W 1926 Charlie Toorop przeniosła się do Amsterdamu, gdzie na jej malarstwo zaczął oddziaływać film; przedstawione przez nią z frontu postacie stały odizolowane od siebie, jakby pozowały do filmu w świetle lamp. Jej martwe natury wykazują pokrewieństwo do syntetycznego kubizmu Juana Grisa. Począwszy od lat 30. XX w. artystka namalowała wiele postaci kobiecych, w tym aktów i autoportretów, przedstawionych w mocnym, realistycznym stylu. Powszechnie znane jest jej wielkie malowidło Drie generaties (pol. Trzy pokolenia), namalowane w latach 1941–1950, znajdujące się w zbiorach Museum Boijmans Van Beuningen w Rotterdamie, będące zarazem autoportretem, portretem jej ojca i syna Edgara, łączącym w sobie zarówno realizm jak i rodzaj symbolizmu.
Toorop zaprojektowała i zamówiła dom zwany "De Vlerken",usytuowany przy Buerweg 19 w Bergen (Holandia Północna). Dom ten istnieje nadal, choć jego zniszczony w wyniku pożaru słomiany dach został pokryty dachówką.
Charley Toorop zmarła w Bergen. Jej prace znajdują się w wielu publicznych kolekcjach, zwłaszcza w Kröller-Müller Museum w Otterlo.

## Wystawy (wybór)
- 11 listopada 2008 – 5 kwietnia 2009: "Werken op papier" - Charley Toorop (1891–1955), Museum Kranenburgh, Bergen.
- 27 września 2008 – 1 lutego 2009: "Vooral geen principes!", Museum Boijmans Van Beuningen w Rotterdamie.
- 4 września 2004 – 13 marca 2005: wystawa prac artystki w Groninger Museum w Groningen.

## Zbiory publiczne
- Museum Boijmans Van Beuningen w Rotterdamie
- Kunstmuseum Den Haag w Hadze
- Museum Kranenburgh w Bergen
- Kröller-Müller Museum w Otterlo
- Stedelijk Museum Alkmaar w Alkmaarze
- Groninger Museum w Groningen